# 希薇 (漫威電影宇宙)
希薇·勞菲多特（英語：Sylvie Laufeydottir），出生名洛基（英語：Loki），是漫威電影宇宙（MCU）中的虛構角色，改編自漫威漫畫中的女洛基以及希薇·拉斯頓，由索菲亞·迪·馬提諾飾演。
希薇首次登場於電視劇《洛基》（2021年）的第一集〈光榮使命〉。她是洛基的女性版本變體，劇中協助洛基推翻時間變異管理局。

## 角色概念與創作
希薇是為漫威電影宇宙的原創角色，靈感來自女洛基以及希薇·拉斯頓。女洛基為洛基的女性版本，首次登場於《雷神索爾》第2卷第80期，諸神黃昏事件之後。希薇·拉斯頓首次登場於《黑暗統治：少年複仇者聯盟》第1期，為第二任魅惑魔女。
漫畫中，拉斯頓是一個來自奧克拉荷馬州布羅克斯頓的女孩，當阿斯嘉人接管她的家時，洛基賦予她的魔法能力。後來，她成為了少年復仇者聯盟的臨時成員，號稱“惡作劇女神”（Goddess of Mischief）。

## 生平

### 起源
與2012年的洛基變體一樣，洛基出生時是一個寒冰巨人，在嬰兒時期被她的父親勞菲遺棄。在阿斯嘉期間因“違反神聖時間軸的罪名”被時間變異管理局的拉芙娜·洛斯蕾爾逮捕。洛基使用洛斯蕾爾的“時光平板”穿越時空，並在接下來的幾個世紀裡學會了躲避時變局的追捕，取名為希薇（Sylvie）。

### 引爆神聖時間軸
在殺死了幾支時變局的瞬息特警小隊並偷走了他們的重設裝置後，希薇於即將因颶風摧毀的阿拉巴馬州被另一個版本的自己追踪。在拒絕了他提出的共同推翻時間守護者的提議後，希薇執行了她的計劃；“引爆”神聖時間軸，使時間線陷入混亂，以分散時變局的注意力，以便她可以暗殺時間守護者。洛基跟隨她通過時間門來到時變局。

### 拉曼提斯1號衛星、與洛基結緣
在時變局總部，希薇和洛基遇到了洛斯蕾爾。當希薇威脅要殺死洛基時，洛基使用時光平板將他們傳送到2077年的拉曼提斯1號衛星（Lamentis-1），當時它正被一顆墜落的行星摧毀，希薇和洛基聯手逃離該星球，偽裝成守衛和他的囚犯登上火車打算前往撤離衛星的方舟。希薇和洛基喝著酒大談彼此的過去而結緣。身份暴露後，他們被趕下火車，而洛基不小心損壞了時間平板。希薇和洛基試圖劫持方舟，但根據神聖時間軸，方舟在離開衛星前已被摧毀，讓他們的計劃失敗了。洛基從希薇口中得知在時變局工作的每個人都是變體而不是由時間守護者創造的，連莫比烏斯和獵人B-15都不知道自己是變體。

### 與時間守護者對峙
希薇和洛基結緣產生分歧點事件被時變局前來逮捕。獵人B-15偷偷把希薇帶到2050年的羅斯卡（RoxxCart）了解加入時變局前自己人生的真相。洛基和希薇在洛斯蕾爾和一眾瞬息特警的陪同下被帶到了時間守護者面前。獵人B-15解開了洛基和希薇的項圈。隨後希薇擊昏了洛斯蕾爾並砍斷一名時間守護者的頭，發現時間守護者都是機器人。洛斯蕾爾恢復了意識並將洛基從存在中刪除，而此時洛基正準備告向希薇表達自己的愛意。

### 虛空
希薇希望洛斯蕾爾說出真相，而洛斯蕾爾表示跟她一樣對時變局的幕後黑手毫無頭緒。洛斯蕾爾告訴希薇洛基還沒死，而是被她送到虛空，她推斷在虛空盡頭的人就是時變局的真正創造者。希薇自我刪減並與莫比烏斯重聚。莫比烏斯將她帶到洛基和其他洛基變體面前，以製定逃離被玉衡（Alioth）吞噬的計劃。在其中一個洛基變體經典洛基（Classic Loki）的幫助下，他們成功制服了玉衡並穿過了虛空，並注意到遠處一座城堡——時間盡頭堡壘（The Citadel at the End of Time）。

### 面對留存者
走進城堡後，洛基和希薇遇到了由時變局的創造者所創造的分鐘小姐以及真正創作者——「留存者」（He Who Remains），一個知曉未來會發生的一切事物的人。留存者向洛基和希薇揭示了時變局的真實歷史，並結束了由他的變體引發的多元宇宙戰爭。希薇利用時間平板將洛基傳送到時變局後殺死了留存者，時間線上產生多個分歧點事件，造成多元宇宙的誕生。

## 獎項
| 年份 |          | 獎項             | 類別                       | 結果 | 來源  |
| ---- | -------- | ---------------- | -------------------------- | ---- | ----- |
| 2022 | 《洛基》 | 評論家選擇超級獎 | 最佳超級英雄影集女主角     | 提名 | [ 1 ] |
| 2022 | 《洛基》 | MTV影視大獎      | 最佳突破演出               | 獲獎 | [ 2 ] |
| 2022 | 《洛基》 | MTV影視大獎      | 最佳團隊                   | 獲獎 | [ 2 ] |
| 2022 | 《洛基》 | 好萊塢影評人協會 | 串流影集最佳女配角－劇情類 | 待定 | [ 3 ] |

## 備註
1. ↑  （與湯姆·希德斯頓、歐文·威爾森共同獲得）

## 外部連結
- 希薇 （页面存档备份，存于） 漫威電影宇宙維基百科